# František Wald
František Wald (9. ledna 1861 Brandýsek – 19. října 1930 Moravská Ostrava) byl vysokoškolský pedagog, profesor teoretické a fyzikální chemie a chemické metalurgie. V roce 1919–1920 byl zvolen rektorem ČVUT.

## Život

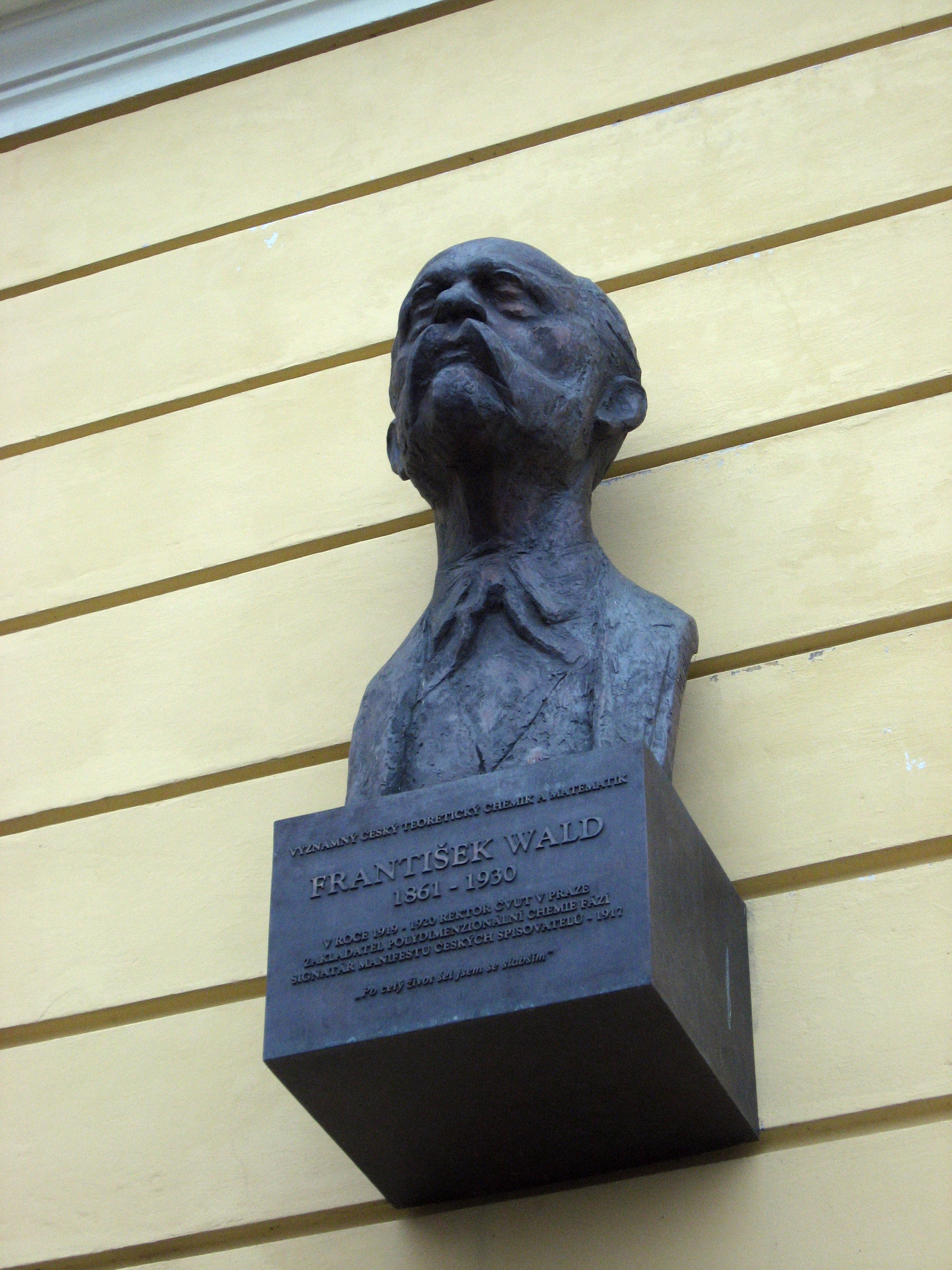
František Wald, busta na Vinohradech, Na Smetance 1073/2

Narodil se v hornické kolonii na Brandýsku v domě čp. 33 v německé rodině mistra železničních dílen Gottlieba Walda, který pocházel ze Saské Kamenice. V roce 1866 se rodina přestěhovala z Brandýska do Kladna. Navštěvoval českou obecnou školu. Na doporučení svého učitele Josefa Hálka pak pokračoval na české a později na německé reálce v Mikulandské ulici v Praze. Po smrti otce získal od Státních drah stipendium. Po maturitě studoval chemii na české i na německé technice v Praze.
Ve dvaadvaceti letech se oženil s Josefou Radkovskou. Jejich syn František Wald mladší byl v dospělosti rovněž významným chemikem-metalurgem. Kromě syna Františka (1886 – 1975) měl další děti: Ing. Jindřicha Josefa (1884 – 1929), Ing. Emila Antonína (1885 – 1955), Marii (1887 – zemřela při porodu), MUDr. Josefu (1890 – 1928, provdanou Schmidtovou) a nejmladšího Bohuslava (1896 – 1945).
Po studijních cestách po Německu pracoval v letech 1882–1908 jako chemik a později jako vedoucí chemik kladenských železáren. Byl ve svém oboru úspěšný, stanovil nové analytické postupy, přihlásil několik patentů. Vnitřně jej ale tato práce zcela nenaplňovala a proto se ve volném čase zabýval teoretickými základy chemie. Studoval soudobé odborné časopisy (Zeitschrift für physikalische Chemie, Annalen der Naturphilosophie) a v roce 1887 si začal dopisovat s předním německým chemikem Wilhelmem Ostwaldem. V jeho časopisu Zeitschrift für physikalische Chemie publikoval v roce 1887 svou první odbornou práci Über den zweiten Hauptsatz (O druhém termodynamickém zákonu; druhá část vyšla tamtéž v roce 1888). Od roku 1889 si Wald dopisoval s tehdejším profesorem teoretické fyziky na pražské německé technice, Ernstem Machem. Dále vedl korespondenci s francouzským fyzikem a teoretikem Pierrem Duhemem (od roku 1892), který uvádí Waldovy práce do francouzského odborného tisku. Od roku 1895 si Wald píše i s americkým chemikem Josiah Willard Gibbsem, autorem pojmu chemických fází. Spolupracoval rovněž s Stanisławem Natansonem a Augustynem Wróblewskim z Jagellonské univerzity v Krakově.
V roce 1908 byl jmenován profesorem teoretické a fyzikální chemie na ČVUT. Současně se stal ředitelem 2. ústavu anorganické chemie. V roce 1919–1920 byl zvolen rektorem ČVUT. Na ČVUT ale nezaložil vlastní školu. Dále měl problémy s hospodářstvím školy, neboť jeden z jeho asistentů rozkrádal vzácné kovy. Asistent byl dopaden a odsouzen, profesor Wald ale musel uhradit vzniklou škodu.
V roce 1928 ho postihla mozková mrtvice. Přestěhoval se ke svému synovi do Ostravy a zde v roce 1930 zemřel.

## Dílo
„Dílo prof. Františka Walda je klasickou vzorovou ukázkou ryzího exaktního myšlení. Do jaké míry bude – byť i daleko v budoucnu – přece jen schopno vyústit v nová pojetí chemického dění přenechejme budoucnosti. Neboť – jak ve své klasické studii o struktuře vědeckých revolucí napsal Thomas S. Kuhn – historie dějin vědy dokazuje, že žádná paradigmata nejsou věčná a po čase že přece jen padají“. Dr. Ing.Milan Wald, CSc. Zabýval se analytickou chemií, fyzikální chemií a metalurgií. V oblasti teoretické chemie mu vadilo neadekvátní zdůrazňování významu induktivních postupů myšlení. Odmítl atomovou teorii britského chemika Johna Daltona pro její hypotetičnost. Byl ovlivněn empiriokriticismem Ernsta Macha. Přejal Gibbsovu teorii fází, kterou rozpracoval do svého nejvýznamnějšího díla Chemie fází (1918).
První verzi své aprioristické deduktivní teorie založil na složité soustavě parciálních lineárních diferenciálních rovnic. Druhou pak opřel o matematický aparát vyšší algebry (soustavy lineárních homogenních rovnic, matice a determinanty). Třetí verze jeho teorie je založena na principech polydimenziální geometrie.
Po komunistickém puči v roce 1948 byla jakákoliv zmínka o jeho vědecké práci z ideologicko-filozofických důvodů potlačena. V současnosti je dílo Františka Walda stále inspirativní v oblasti metodologie vědeckých experimentů, poměru induktivních a deduktivních metod a používání matematického modelování. Polydimenziální geometrie se dnes používá pro počítačovou simulaci chemických procesů.

## Spisy
- O směru samočinných lučebných reakcí, Praha : Česká akademie císaře F. Josefa pro vědy, slovesnost a umění, 1892
- Die chemischen Proportionen, 2 díly, Lipsko : Engelmann, 1897,
- Experiment a theorie v chemii, Praha : Královská česká společnost nauk, 1909
- Chemie fasí (Chemie fází), Praha : Česká akademie věd a umění, 1918
- Chemie fasí : Chemie der Phasen, 2. vydání, Praha : Karolinum, 2004, ISBN 80-246-0961-4 (česky, německy)
- Essays 1891-1929 : philosophy of chemistry, editor Klaus Ruthenberg, Praha : Wald Press, 2009, ISBN 978-80-903931-6-5, (anglicky)